# Gazi Yaşargil
Mahmut Gazi Yaşargil (6. července 1925 Turecko – 10. června 2025) byl neurochirurg tureckého původu.
Vystudoval medicínu na Univerzitě Friedricha Schillera v Jeně. Většinu své lékařské a vědecké kariéry pracoval na Univerzitě v Curychu. Zavedl rutinní používání mikroskopu mikrochirurgii a tzv. Yasargilovy svorky na aneurysma. Působil rovněž jako profesor na University of Arkansas for Medical Sciences.